# Il Socrate
Il Socrate (Le Socrate) è un film del 1968 diretto da Robert Lapoujade.

## Trama
Il film mostra le eccentricità di "Le Socrate", un filosofo che ha deciso di separarsi dalla società materialistica, e di un poliziotto locale incaricato ad osservarlo. 

## Riconoscimenti
- 1968 - Mostra internazionale d'arte cinematografica
  - Leone d'argento - Gran premio della giuria ex aequo con Nostra Signora dei Turchi